# Fiat X1/9
El  Fiat X1/9  es un automóvil deportivo producido por el fabricante italiano Fiat entre los años 1972 y 1989. Es un cupé con motor central-trasero transversal y tracción trasera. El X1/9 es una evolución del prototipo Autobianchi A112 Runabout con un estilo de Bertone bajo el diseñador principal Marcello Gandini. El X1/9 es heredero del Fiat 850 Spider y está basado mecánicamente en el Fiat 128 Sport 1300.
Inicialmente su motor era un gasolina de cuatro cilindros, 1290 cc de cilindrada y 75 CV de potencia máxima, y posee una caja de cambios manual de cuatro marchas. En 1978, el X1/9 fue re-estilizado para adaptarlo al mercado estadounidense con un nuevo interior. La cilindrada del motor fue aumentada hasta 1498 cc, caja de cambios de 5 velocidades y su potencia máxima pasó a 85 CV.

## Diseño y desarrollo

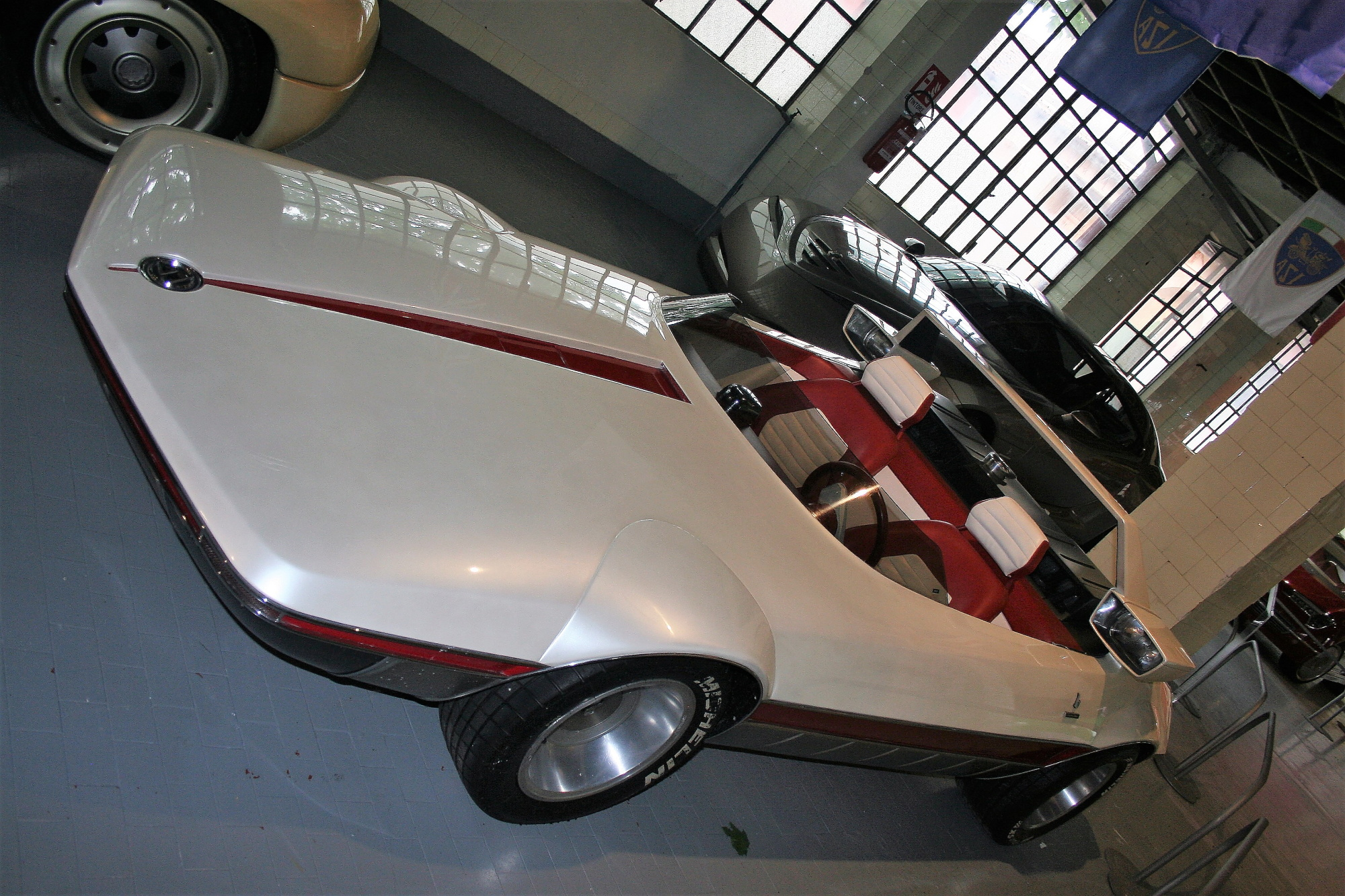
Prototipo diseñado por Bertone

El X1/9 se desarrolló a partir del prototipo Autobianchi A112 Bertone Runabout de 1969, con el estilo de Bertone bajo la dirección del diseñador jefe Marcello Gandini.
El Runabout estaba impulsado por el mismo motor que el Autobianchi A112. Presentaba una forma de cuña distintiva y tomaba muchas referencias del estilo de diseño de una lancha motora contemporánea. Aunque las características más extremas del Runabout, como los faros montados en el pilar C y el pequeño deflector de viento sobre el parabrisas, se perdieron en el automóvil de producción en serie, muchas características estéticas del Autobianchi Runabout son fácilmente identificables en el X1/9. El capó largo y plano con hendidura central, el gran voladizo delantero, la forma de cuña con el prominente aro de vuelco del pilar C y la línea de flotación rehundida del automóvil se conservaron en el X1/9, dándole un aspecto muy particular.
Diseñado alrededor del motor Fiat SOHC y la transmisión de la tracción delantera del Fiat 128, el X1/9 reubicó el tren de transmisión transversal y el conjunto de suspensión desde la parte delantera del 128 a la parte trasera del habitáculo, directamente en frente del eje trasero, para obtener una configuración de motor central. El motor fue diseñado por Aurelio Lampredi, el famoso diseñador de motores de Ferrari antes de incorporarse a FIAT (la empresa matriz, en aquel momento). El depósito de combustible y la rueda de repuesto se ubicaron delante del motor, detrás de los asientos del conductor y del pasajero respectivamente, optimizando el reparto del peso del automóvil dentro de su batalla para obtener una conducción más equilibrada, habilitando de paso espacios de carga delantero y trasero.
Una vez desarrollado para la producción, el biplaza presentaba un estilo afilado con forma de cuña, faros delanteros retráctiles, un deflector frontal integrado y un panel de techo rígido extraíble (techo targa). El techo rígido extraíble se podía guardar en el maletero frontal. Disponía de un segundo maletero en la parte trasera del automóvil, accesible a través de una tapa de maletero convencional.
A diferencia de la nomenclatura de marketing de Fiat en ese momento, que utilizaba un sistema numérico (por ejemplo, 127, 128, 124, 131) que denotaba una posición relativa en el rango de modelos, el X1/9 retuvo su código de prototipo como su nombre comercial. La codificación de prototipos de Fiat usaba X0 para motores, X1 para vehículos de pasajeros y X2 para vehículos comerciales. El X1/9 fue, por lo tanto, el noveno automóvil desarrollado con esta nomenclatura.